# Aschat Dilmuchamiedow
Aschat Rachatowicz Dilmuchamiedow (ros. Асхат Рахатович Дильмухамедов; ur. 26 lipca 1986) – kazachski zapaśnik w stylu klasycznym. Olimpijczyk z Londynu 2012, gdzie zajął piętnaste miejsce w kategorii 74 kg.
Piąty na mistrzostwach świata w 2011, 2015, 2016 i 2019. Dziesiąty na igrzyskach azjatyckich w 2018. Złoty medal mistrzostw Azji w 2018 i brązowy w 2011, 2016, a także na uniwersyteckich mistrzostwach świata w 2006 i halowych igrzyskach azjatyckich w 2017. Wicemistrz świata wojskowych w 2018. Czwarty w Pucharze Świata w 2016 i siódmy w 2014 roku.